# ‘Enot Telem
‘Enot Telem (hebreiska: עינות תלם) är en källa i Israel.   Den ligger i distriktet Jerusalem, i den nordöstra delen av landet. ‘Enot Telem ligger 565 meter över havet.
Terrängen runt ‘Enot Telem är huvudsakligen kuperad, men åt nordost är den platt. ‘Enot Telem ligger nere i en dal. Runt ‘Enot Telem är det tätbefolkat, med 982 invånare per kvadratkilometer. Närmaste större samhälle är Jerusalem, 5,7 km sydost om ‘Enot Telem. Runt ‘Enot Telem är det i huvudsak tätbebyggt.